# Kopaninská kyselka

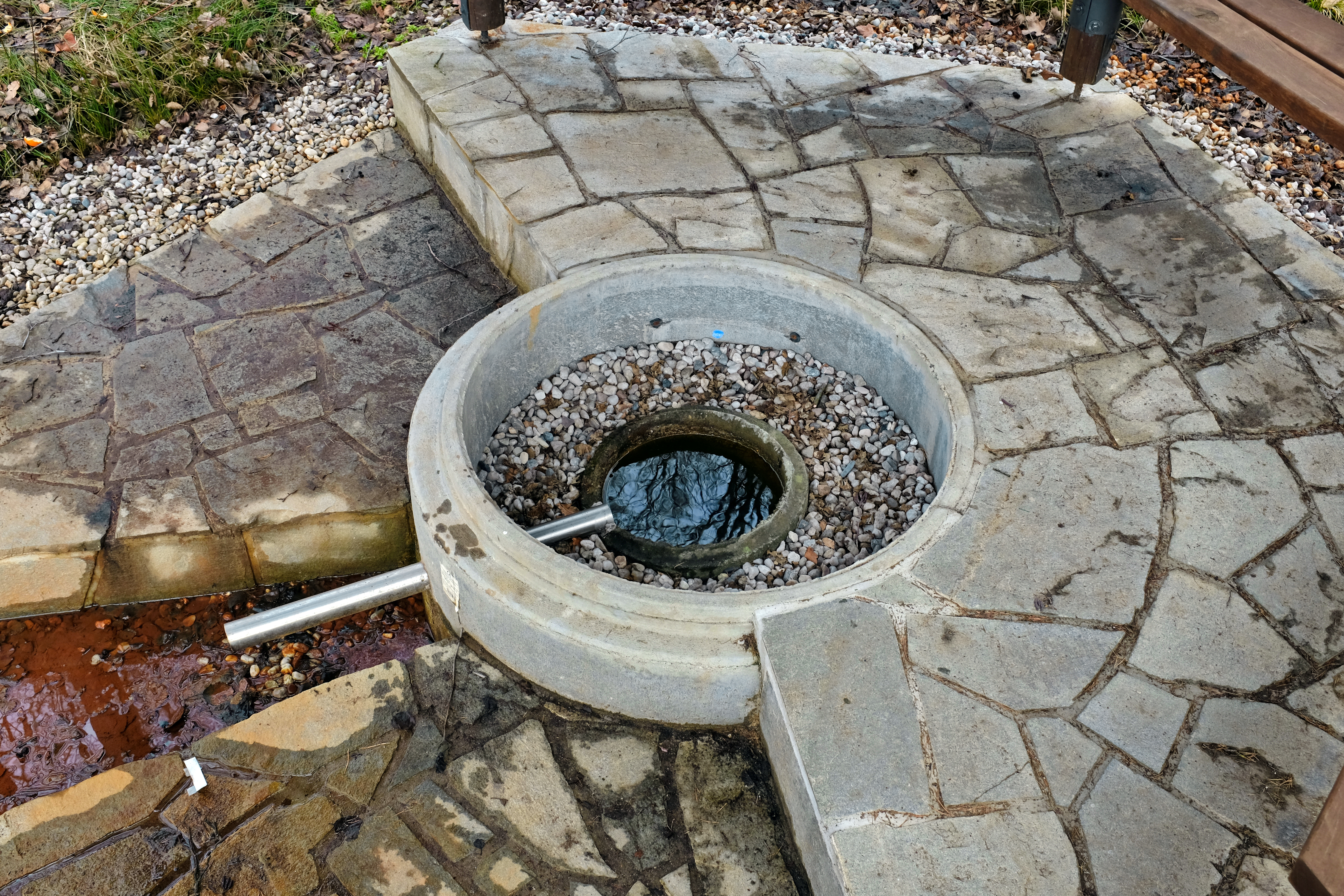
Odběrné místo v únoru 2019

Kopaninská kyselka je volně přístupný minerální pramen u Kopaniny, části obce Nový Kostel v okrese Cheb v Karlovarském kraji.

## Přírodní poměry
Minerálka vyvěrá v přírodním parku Leopoldovy Hamry na úpatí Krušných hor při okrajovém zlomu oddělujícím Krušné hory od Chebské pánve. Proto je někdy pramen přiřazován do Chebské pánve. Vlastní vývěr zastřešeného pramene se nachází v těsné blízkosti levého břehu Svažeckého potoka. Pramen vyvěrá v písčito-jílových nivních sedimentech, jejichž skalní podloží tvoří kontaktně metamorfované svory krušnohorsko-smrčinského krystalinika. V silně zamokřeném okolí lze pozorovat probublávání CO2.

## Historie
Historické údaje o objevení a pojmenování pramene se nedochovaly a byl mu obvykle přiřazován název blízkých vesnic, kyselka v Kopanině nebo kyselka v Novém Kostele. Pramen míval charakter divokého vývěru a byl pravděpodobně využíván jen v letních měsících místními obyvateli. Pravidelně byl sledován v letech 1957–1959, kdy se prokázala bezprostřední spojitost s režimem povrchových vod.
V roce 2018 došlo k rekonstrukci a úpravě jímání, vývěr byl zakryt přístřeškem a k němu byl vybudován dřevěný povalový chodník.

## Vlastnosti a složení
Pramen je zachycen kameninovou skruží uložené ve větší betonové skruži. Mezikruží je vyplněno štěrkem. Toto provedení by mělo zabránit pronikání povrchových vod do vývěru minerálního pramene. Odtok zajišťuje nerezová trubka.
Teplota pramene mírně kolísá okolo 10 °C, celková mineralizace je nízká a činí přibližně 130 mg/litr. Obsah oxidu uhličitého je vysoký, avšak značně kolísá v závislosti na změnách barometrického tlaku a teplotě vody. V období pravidelného sledování v letech 1957–1959 dosahoval až 2 100 mg/litr. Chuť je typicky kyselá s inkoustovou příchutí. Hodnota pH je velmi proměnlivá a pohybuje se v mezích od 3,5 do 6,0.

## Přístupnost
Minerální pramen je volně přístupný a je zakreslený v turistických mapách. K prameni kyselky vede v mapách nevyznačená lesní cesta, odbočující ze silnice z Nového Kostela do Kopaniny. Z lesní cesty vede doleva krátký povalový chodník k dřevěnému altánku s pramenem.